# Лос-Аламос (округ, Нью-Мексико)
Шаблон:StateAbbr_ 35°52′ пн. ш. 106°19′ зх. д. / 35.87° пн. ш. 106.31° зх. д.
Округ  Лос-Аламос (англ. Los Alamos County) — округ (графство) у штаті  Нью-Мексико, США. Ідентифікатор округу 35028.

## Історія
Округ утворений 1949 року.

## Демографія
За даними перепису 
2000 року 
загальне населення округу становило 18343 осіб, зокрема міського населення було 16230, а сільського — 2113.
Серед мешканців округу чоловіків було 9236, а жінок — 9107. В окрузі було 7497 домогосподарств, 5341 родин, які мешкали в 7937 будинках.
Середній розмір родини становив 2,92.
Віковий розподіл населення поданий у таблиці:
| Стать    | До 15 років | 15-21 | 22-29 | 30-39 | 40-49 | 50-65 | 65-85 | Понад 85 |
| -------- | ----------- | ----- | ----- | ----- | ----- | ----- | ----- | -------- |
| Чоловіки | 1959        | 749   | 511   | 1330  | 1685  | 1989  | 956   | 57       |
| Жінки    | 1897        | 641   | 511   | 1320  | 1674  | 1857  | 1093  | 114      |

## Суміжні округи
- Ріо-Арріба — північний схід
- Санта-Фе — схід
- Сандовал — південь, захід, північ

## Виноски
1. ↑  U.S. Decennial Census. United States Census Bureau. Архів оригіналу за 12 травня 2015. Процитовано 2 січня 2015.
2. ↑  Historical Census Browser. University of Virginia Library. Архів оригіналу за 11 серпня 2012. Процитовано 2 січня 2015.
3. ↑  Population of Counties by Decennial Census: 1900 to 1990. United States Census Bureau. Архів оригіналу за 16 квітня 2015. Процитовано 2 січня 2015.
4. ↑  Census 2000 PHC-T-4. Ranking Tables for Counties: 1990 and 2000 (PDF). United States Census Bureau. Архів оригіналу (PDF) за 18 грудня 2014. Процитовано 2 січня 2015.
5. ↑  State & County QuickFacts. United States Census Bureau. Архів оригіналу за 8 червня 2011. Процитовано 29 вересня 2013.(англ.) Наведено за англійською вікіпедією.
6. ↑  American FactFinder. Бюро перепису населення США. Архів оригіналу за 26 лютого 2012. Процитовано 31 січня 2008.

| США | Це незавершена стаття з географії США. Ви можете допомогти проєкту, виправивши або дописавши її. |